# Pelates qinglanensis
Pelates qinglanensis és una espècie de peix pertanyent a la família dels terapòntids.